# 93 (tal)
93 (treoghalvfems, på checks også nititre) er det naturlige tal som kommer efter 92 og efterfølges af 94.

## Inden for videnskab
- 93 Minerva, asteroide
- M93, åben stjernehob i Agterstavnen, Messiers katalog

## Eksterne links
- Wikimedia Commons har flere filer relateret til 93 (tal)